# Enamina

Estructura general d'una enamina

Una enamina és un compost insaturat derivat de la reacció d'un aldehid o cetona amb una amina secundària, seguida de la pèrdua d'una molècula d'aigua.
La seva estructura general és R₂C=CR-NR₂.
La paraula "enamina" deriva de l'afix en-, utilitzat com a sufix d'alquè i de la paraula amina. Es consideren els anàlegs de nitrogen dels enols.
Les enamines poden actuar com a nucleòfils, de manera similar a un enol, per exemple en reaccions d'alquilació, en reaccions de tipus aldòlica o en addicions nucleòfiles conjugades.